# Albert Gallatin Mackey
Albert Gallatin Mackey (12 de marzo de 1807-20 de junio de 1881) fue un médico y escritor estadounidense, conocido por sus libros y artículos acerca de la francmasonería, en particular por los landmarks.

## Datos biográficos

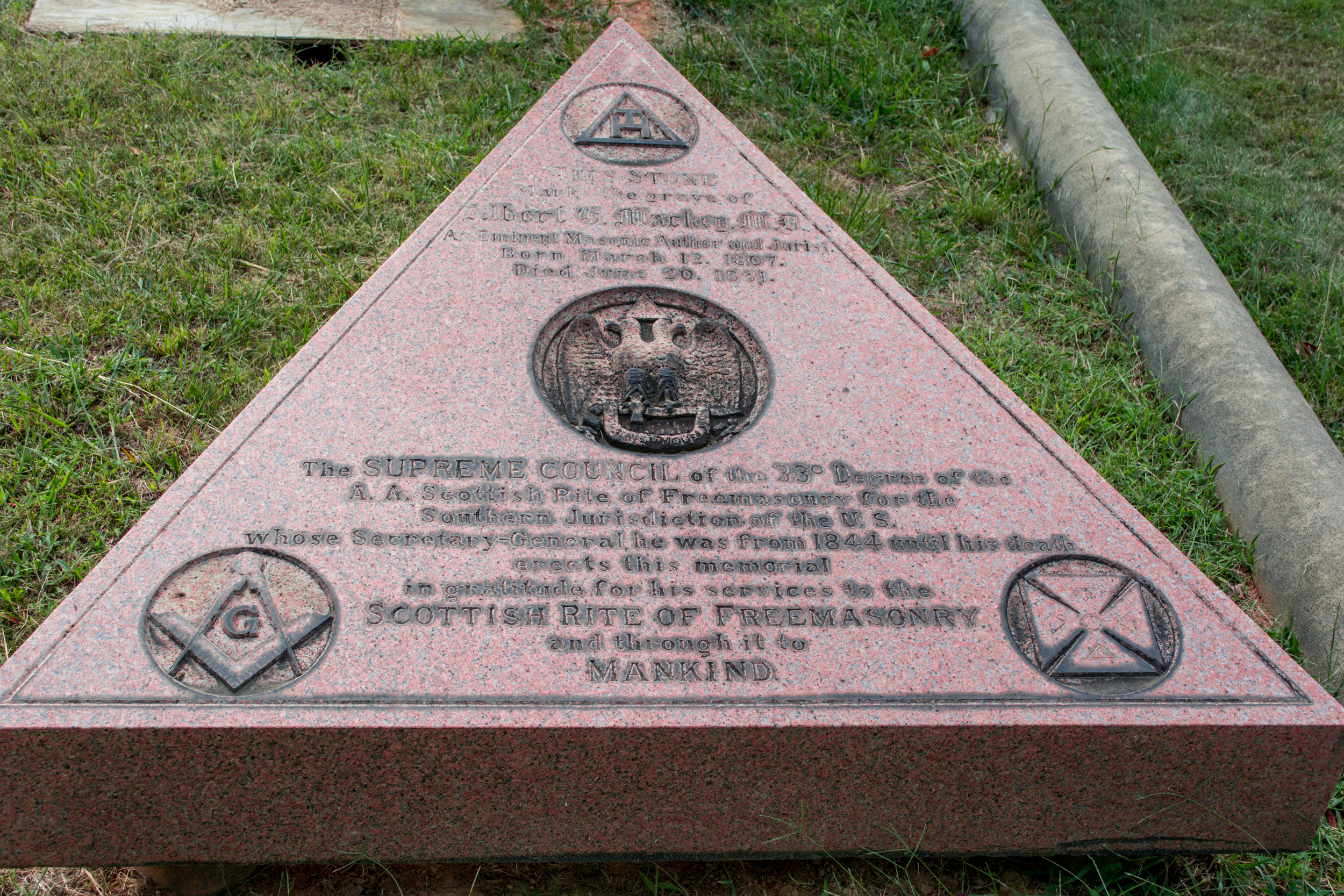
Tumba de Albert Mackey en el Cementerio Glenwood en Washington D. C.

Albert Gallatin Mackey nació en Charleston, South Carolina, hijo de John Mackey (14 de diciembre de 1765-14 de diciembre de 1831), médico, periodista y educador, autor de The American Teacher's Assistant and Self-Instructor's Guide, containing all the Rules of Arithmetic properly Explained, etc. (Charleston, 1826), la obra más amplia sobre aritmética publicada hasta entonces en los Estados Unidos. Su hijo fue Edmund William McGregor Mackey, de Carolina del Sur, miembro de la Cámara de Representantes de los Estados Unidos.
Después de terminar sus primeros estudios, Albert Mackey fue profesor por un tiempo para obtener el dinero que necesitaba para sus estudios de medicina. Se graduó del departamento médico del Colegio de Carolina del Sur en 1832. Se estableció en Charleston, Carolina del Sur. En 1838 recibió el nombramiento de profesor auxiliar de anatomía en esa institución.[cita requerida]
En 1844 abandonó la práctica de la medicina. Por el resto de su vida, se dedicó a escribir acerca de temas diversos, pero se especializó en el estudio de varios idiomas, la Edad Media y la francmasonería. Después de conectarse con varias revistas de Charleston, fundó en 1849 The Southern and Western Masonic Miscellany, una publicación semanal. La mantuvo durante tres años, principalmente con su propio dinero. Dirigió luego una revista trimestral (Quarterly) durante 1858-1860, que dedicó a los mismos intereses.
Aprendió griego, latín, hebreo y otras lenguas del continente casi sin ayuda, y se dedicó con frecuencia a dar clases acerca del desarrollo intelectual y moral de la Edad Media. Después, dedicó su atención exclusivamente a investigar los símbolos más difíciles de comprender y a investigaciones acerca de la cábala y el Talmud.
Mackey alcanzó el grado de maestro en la logia núm. 1 "Salomón" en 1843. Fungió como Gran Orador y Gran Secretario de la Gran Logia de Carolina del Sur, y también como Secretario General del Supremo Consejo del Rito Escocés para la Jurisdicción del Sur de los Estados Unidos.
Mackey fue simpatizante de la Unión durante la guerra de Secesión y en julio de 1865 el presidente Andrew Johnson lo nombró Recaudador del Puerto de Charleston. Fue representante y presidente de la Convención Constitucional de Carolina del Sur de 1868. Fue candidato al Senado de los Estados Unidos para Carolina del Sur en 1868, pero fue vencido por una diferencia muy estrecha por el republicano Frederick A. Sawyer.
Mackey se mudó a Washington D. C. en 1870. Falleció en Fortress Monroe, Virginia, en 1881.

## Obras
Los libros de Mackey fueron revisados y ampliados durante su vida y después de su vida, publicados por muy distintas editoriales.
- Albert Gallatin Mackey (1845). A Lexicon of Freemasonry. 2nd ed., 1852.[5]
- A. G. Mackey (M.D.) (1869). Lexicon of Freemasonry (30th edición). Philadelphia.
- The Principles of Masonic Law, 1856
- Albert Gallatin Mackey (1867). The Mystic Tie. Masonic Publishing andManufacturing Co.
- Encyclopedia of Freemasonry (1873; reprinted in 1878. Subsequently, enlarged and revised by other authors into several volumes after his death). His largest and most important contribution to masonic literature.
  - Mackey, Albert Gallatin, Edward L Hawkins, and William J Hughan. An encyclopaedia of freemasonry and its kindred sciences : comprising the whole range of arts, sciences and literature as connected with the institution 1927.[6]
- The Symbolism of Freemasonry|The Symbolism of Freemasonry, 1882
- Albert Gallatin Mackey (with William R. Singleton) (1906). The History of Freemasonry: Its Legends and Traditions.
- Masonry defined: a liberal masonic education; information every mason should have, compiled from the writings of Dr. Albert G. Mackey, 33,̊ and many other eminent authorities.[7] 3rd ed. 1925
- Mackey, Albert G. A Manual of the Lodge: Or, Monitorial Instructions in the Degrees of Entered Apprentice, Fellow Craft, and Master Mason, Arranged in Accordance with the American System of Lectures, to Which Are Added the Ceremonies of the Order of Past Master, Relating to Installations, Dedications, Consecrations, Laying of Corner Stones, Etc. New York: Clark & Maynard, 1870. Print.[8]
- Mackey, Albert G. The Book of the Chapter: Or, Monitorial Instructions, in the Degrees of Mark, Past and Most Excellent Master, and the Holy Royal Arch. New York: Clark & Maynard, 1870.[9]